# Karl Tripp
|  | Dieser Artikel wurde aufgrund von formalen oder inhaltlichen Mängeln in der Qualitätssicherung Biologie zur Verbesserung eingetragen. Dies geschieht, um die Qualität der Biologie-Artikel auf ein akzeptables Niveau zu bringen. Bitte hilf mit, diesen Artikel zu verbessern! Artikel, die nicht signifikant verbessert werden, können gegebenenfalls gelöscht werden. Lies dazu auch die näheren Informationen in den Mindestanforderungen an Biologie-Artikel. |

Karl Georg Wilhelm Tripp (* 15. Januar 1900 in Schmalkalden; † 4. Januar 1973 in Marburg) war ein deutscher Paläontologe.

## Leben
Der Sohn eines Bauunternehmers begann im Winter 1918/19 an der Philipps-Universität Marburg mit dem Studium der Chemie, wechselte dann für drei Semester an die Ludwig-Maximilians-Universität München und kehrte danach wieder nach Marburg zurück, wo er 1925 bei Karl Ziegler mit seiner Arbeit über Das Problem der wechselnden Valenzbeanspruchung organischer Atomgruppen promovierte. Nach kurzer Industrietätigkeit nahm er in Marburg nun ein Biologiestudium auf und schrieb 1927 eine Arbeit über die Regenerationsfähigkeit von Hydren, die mit einem Preis der Philosophischen Fakultät ausgezeichnet wurde. Im selben Jahr legte er das Examen als Sportlehrer ab.
Ab dem 1. April 1927 arbeitete Tripp als Assistent von Rudolf Wedekind bei der Untersuchung der nordeuropäischen, ordovizischen und silurischen Korallenfaunen, besonders der von Gotland. 1932 wurde er habilitiert. Als Dozent wurde er 1939 an der Universität Marburg zum außerplanmäßigen Professor für Geologie und Paläontologie berufen. 1965 trat er in den Ruhestand.

## Schriften
- mit Rudolf Wedekind: Die Korallenriffe Gotlands: Ein Beitrag zur Lösung des Problems von der Entstehung der Barrierriffe. In: Zentralblatt für Mineralogie, Geologie und Paläontologie. Abteilung B, Bd. 1 (1930), H. 8, S. 295–304.
- Die Baupläne der Stromatoporen. 1932.
- Der Stammbaum der Belemniten des Lias Schwabens. 1937.
- Entwicklungsmechanik und Stammesgeschichte: ein Vergleich dynamischer Befunde in der Gestaltung des Einzelwesens (Pelmatohydra), der Kolonie (Favosites) und des Stammbaumes (Belemnites). 1938.